# Sant'Anna
Anna (Sefforis, I secolo a.C. – I secolo) è considerata dalla tradizione cristiana la moglie di Gioacchino e la madre di Maria Vergine ed è venerata come santa.

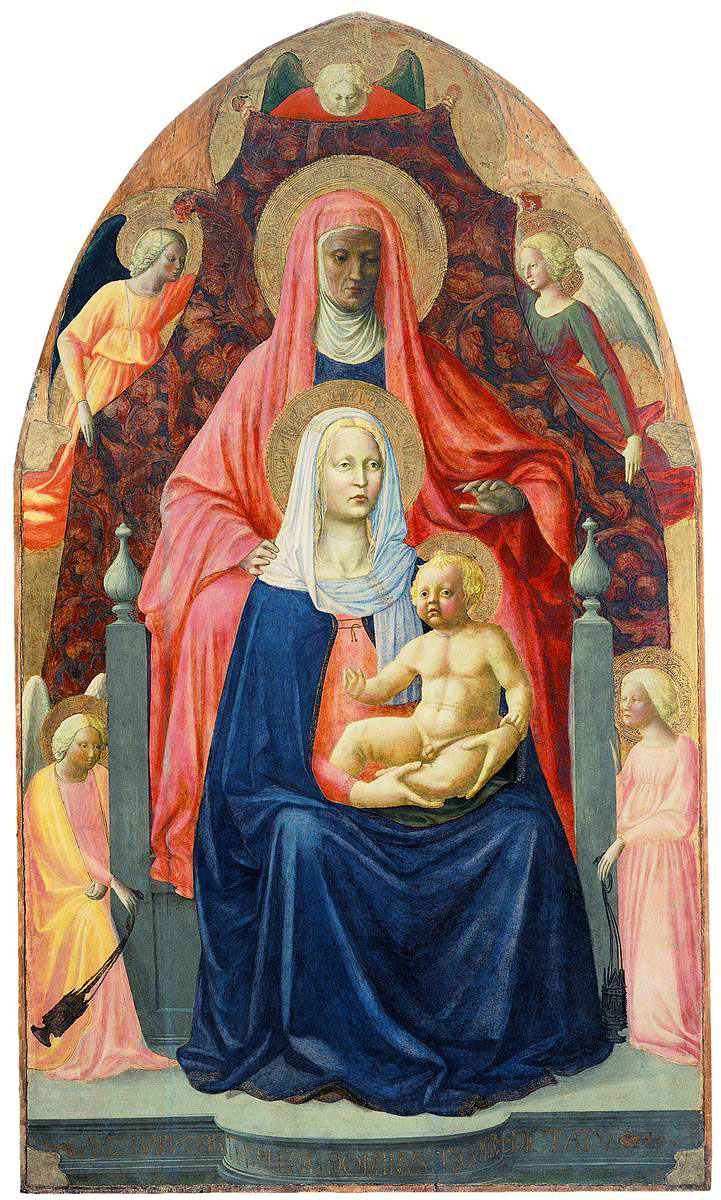
Masaccio, Sant'Anna Metterza, Firenze, Galleria degli Uffizi

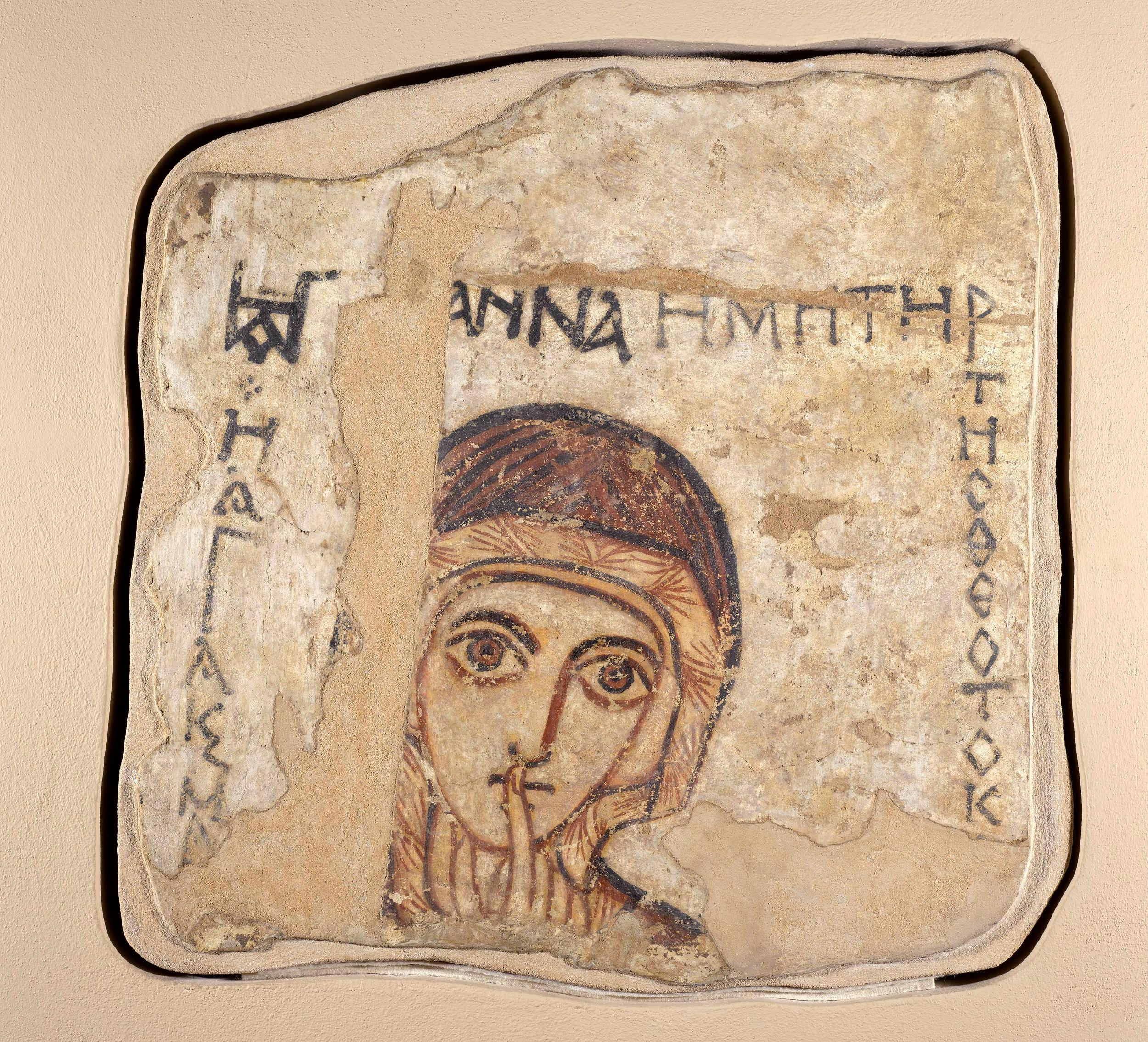
Raffigurazione eseguita "a secco" di sant'Anna dell'VIII o forse IX secolo, rinvenuta tra le rovine della cattedrale di Faras, oggi in Sudan e allora parte del regno nubiano della Makuria. L'opera fu trovata nella navata nord dell'edificio dall'archeologo polacco Kazimierz Michałowski ed è consertavata presso il Museo nazionale di Varsavia

I genitori di Maria (e quelli di Elisabetta) non sono mai nominati nei testi biblici canonici; la loro storia fu narrata per la prima volta negli apocrifi Protovangelo di Giacomo e Vangelo dello pseudo-Matteo, per poi arricchirsi di dettagli agiografici nel corso dei secoli, fino alla Legenda Aurea di Jacopo da Varagine.
Molti santi orientali hanno predicato su sant'Anna, quali, ad esempio, san Giovanni Damasceno, sant'Epifanio di Salamina, san Sofronio di Gerusalemme. Le vicende della santa furono poi raccolte nel De Laudibus Sanctissime Matris Annae tractatus del 1494. La memoria liturgica nella Chiesa Cattolica ricorre il 26 luglio. Papa Gregorio XIII (1584) estese la memoria a tutta la Chiesa cattolica.

## Agiografia
Secondo la tradizione, Anna ebbe per padre Matan, Sacerdote di Betlemme, e come i membri della classe sacerdotale ebraica, discendente della tribù di Levi e della famiglia di Aronne.

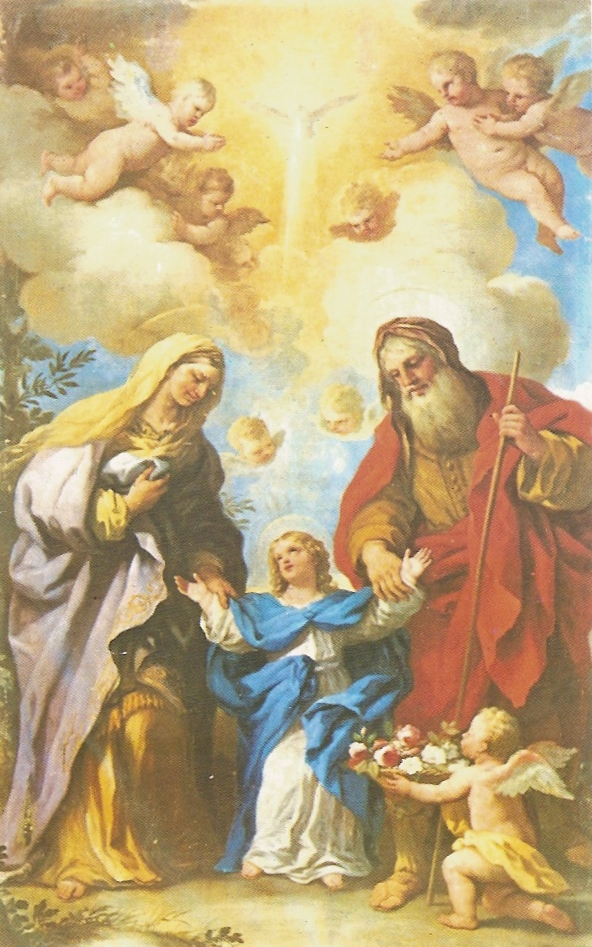
Luca Giordano, Santi Gioacchino ed Anna con la Vergine Bambina nella chiesa di San Michele di Cuéllar in Spagna

Secondo i vangeli apocrifi, invece, Anna era figlia di Achar, della tribù di Levi e sorella di Esmeria, madre di santa Elisabetta e nonna del Battista. Giuseppe d'Arimatea era suo zio materno, mentre altre tradizioni le danno per genitori Emerenzia e Stolano.
Il suo matrimonio con Gioacchino, uomo virtuoso e molto ricco della tribù del Regno di Giuda e della stirpe di Davide, non produsse prole, anche dopo venti anni, a causa della sterilità del marito: umiliato pubblicamente (un uomo di nome Ruben gli aveva impedito di sacrificare al tempio per non aver dato figli a Israele), Gioacchino si ritirò nel deserto, tra i pastori. Mentre erano separati, un angelo sarebbe apparso ad Anna e le avrebbe annunciato l'imminente concepimento di un figlio: lo stesso angelo sarebbe apparso contemporaneamente in sogno anche a Gioacchino. I due si incontrarono alla Porta Aurea di Gerusalemme: gli autori medievali vedono nel loro casto bacio il momento dell'immacolato concepimento di Maria.
Secondo la tradizione Anna e Gioacchino, con Maria bambina, abitavano a Gerusalemme nei pressi dell'attuale Porta dei Leoni, nella parte nord orientale della città vecchia, laddove ci sono i resti della piscina di Betzaeta. Oggi nel luogo dove avrebbero abitato e dove sarebbe cresciuta Maria sorge una chiesa costruita dai crociati nel XII secolo, dedicata a sant'Anna e custodita dai Padri Bianchi.
La tradizione vuole che le reliquie della santa furono salvate dalla distruzione dallo stesso centurione Longino. I resti furono poi custoditi in Terra santa finché ad opera di alcuni monaci non giunsero in Francia dove rimasero per anni. A causa delle incursioni arabe, l'intero corpo fu chiuso in una bara di cipresso e murato, per precauzione, in una cappella scavata sotto la nascente cattedrale di Apt. Molti anni dopo avvenne il ritrovamento, preceduto e seguito, secondo i racconti, da diversi miracoli che portarono all'identificazione del corpo, grazie perlopiù ad una scritta in greco. In seguito ne avvenne la smembratura e divisione fra i vari nobili e il clero, attualmente il suo teschio viene custodito e portato in processione il 27 luglio a Castelbuono in Sicilia. Tra i presunti miracoli si ricorda il "lumino", rimasto acceso accanto alla bara di cipresso per anni nonostante l'assenza di aria.

## Nell'arte
Gli episodi della storia di Anna e Gioacchino vengono spesso rappresentati nelle raffigurazioni della Vita Christi; celebri quelle di Giotto del 1305 nella cappella degli Scrovegni, a Padova. A partire dall'alto medioevo si diffuse l'iconografia di sant'Anna metterza (con Maria e il Bambino Gesù), ripresa anche dal Masaccio e da Leonardo.

## Nel culto
La Chiesa cattolica con papa Sisto IV ha fissato la data della memoria liturgica al 26 luglio. Anche la Chiesa ortodossa celebra la festa di sant'Anna il 26 luglio. Anna e il marito Gioacchino vengono venerati anche dalla Chiesa copta.
La santa è invocata come protettrice delle madri e delle partorienti.
La famiglia di Al-Imrân (Gioacchino) è il titolo della terza sura del Corano (la più lunga).
A sant'Anna sono intitolate numerose congregazioni religiose: le suore della carità di Sant'Anna, fondate da María Rafols nel 1804 a Saragozza; le suore di Sant'Anna, sorte a Torino nel 1834 a opera dei coniugi Tancredi Falletti di Barolo e Juliette Colbert, marchesi di Barolo (Italia); le Suore francescane di Sant'Anna, fondate nel 1838 nel Brabante Settentrionale; le suore di Sant'Anna di Lachine, istituite in Québec nel 1850 da Marie-Anne Sureau Blondin; le figlie di Sant'Anna, fondate a Piacenza l'8 dicembre 1866 da Anna Rosa Gattorno; le indiane figlie di Sant'Anna, fondate a Ranchi nel 1897; la Società di Sant'Anna, fondata a Lucerna nel 1909 per l'assistenza alle partorienti; le suore indiane di Sant'Anna di Bangalore, Madras e Phirangipuram.

### Inno a Sant'Anna
A Sant'Anna è dedicato un inno della Chiesa Cattolica, in lingua latina. Proponiamo di seguito il testo latino e una sua traduzione semi-poetica. Le quartine del testo latino sono rese con strofe di cinque versi nella traduzione italiana. 

Le ultime quattro strofe terminano con il ritornello Annam precàre...[vota non erunt vana] (nella traduzione italiana: "Rivolgi ad Anna... Pago il tuo cor sarà"), che consiste nella ripetizione della seconda strofa di quattro versi (cinque nella traduzione):
Testo latino
Si quaèris coèli mùnera,

Quae natus àlmae Vìrginis

Per matrem donat gèntibus

Supra Nàturae arcàna,

Annam precàre; et videris

Propìtii lucem sideris,

Ad Annam si confugeris,

Vota non erunt vana.

Si maeror cor invaserit,

Si morbus membra afflixerit,

Si sors advèrsa irruperit,

Vel su calùmnia insàna;

Annam precàre, etc.

Turbàtae menti spìritus

Cordis sècreta exàgitent,

Fremant màligni daèmones,

Et pandant ora ircàna:

Annam precàre, etc.

Litis vitae discrìmina,

Partus pèricla immìneant,

Prolis dona non hàbeant,

Aetas acèrba et cana;

Annam precàre, etc.

Gloria Patri et Filio

Et Spiritui Sancto.

[Sicut erat in principio

Et nunc et semper.

Et in saecula saecolorum.

Amen.
Italiano (traduzione semipoetica)
Se dell'eterne grazie

Ricolmo andar tu vuoi

Che ai preghi della Vergine

A larga man su noi

Dio spargendo va,

Rivolgi ad Anna il ciglio

E il cor divoto e pio;

Se implori il suo sussidio,

Contento il tuo desìo,

Pago il tuo cor sarà.

Se morbo reo ti crucia,

Se la tua fama annèra

Truce calunnia, e misero

Di sorte avversa e fiera,

Provi la crudeltà:

Rivolgi ad Anna, etc.

S'empia passion sconvolgerti

Vorrà del cor la pace;

Se il torvo mostro d'Erebo

Colla gola vorace

Crudel minaccierà;

Rivolgi ad Anna, etc.

D'incerta causa l'esito,

Del parto il gran perìglio

Ti turba, oppur desideri

L'amato don d'un figlio

In fresca o in vecchia età?

Rivolgi ad Anna, etc.

Sia laude al Padre, al Figlio

Ed all'Amor superno,

Qual era da principio,

Ora nel giro eterno,

Del tempo che verrà.